# Saint-Sorlin-de-Conac
Saint-Sorlin-de-Conac är en kommun i departementet Charente-Maritime i regionen Nouvelle-Aquitaine i västra Frankrike. Kommunen ligger  i kantonen Mirambeau som ligger i arrondissementet Jonzac. År 2022 hade Saint-Sorlin-de-Conac 205 invånare.

## Befolkningsutveckling
Antalet invånare i kommunen Saint-Sorlin-de-Conac
Referens:INSEE